# Calliphora kanoi
Calliphora kanoi este o specie de muște din genul Calliphora, familia Calliphoridae, descrisă de Hiromu Kurahashi în anul 1986. Conform Catalogue of Life specia Calliphora kanoi nu are subspecii cunoscute.